# Kangwa Nsuluka
Kangwa Nsuluka è un ward dello Zambia, parte della Provincia di Copperbelt e del Distretto di Mufulira.